# Павучняк
Павучняк (хорв. Pavučnjak) — населений пункт у Хорватії, у Загребській жупанії у складі міста Самобор.

## Населення
Населення за даними перепису 2011 року становило 569 осіб.
Динаміка чисельності населення поселення:

## Клімат
Середня річна температура становить 10,22 °C, середня максимальна – 24,22 °C, а середня мінімальна – -6,23 °C. Середня річна кількість опадів – 989 мм.
| Клімат поселення                              | Клімат поселення | Клімат поселення | Клімат поселення | Клімат поселення | Клімат поселення | Клімат поселення | Клімат поселення | Клімат поселення | Клімат поселення | Клімат поселення | Клімат поселення | Клімат поселення | Клімат поселення |
| Показник                                      | Січ.             | Лют.             | Бер.             | Квіт.            | Трав.            | Черв.            | Лип.             | Серп.            | Вер.             | Жовт.            | Лист.            | Груд.            |                  |
| Середній максимум, °C                         | 5,92             | 7,85             | 12,18            | 16,43            | 21,15            | 24,22            | 23,75            | 23,18            | 19,38            | 14,26            | 8,56             | 4,70             |                  |
| Середня температура, °C                       | −0,14            | 1,80             | 6,11             | 10,35            | 15,06            | 18,14            | 20,00            | 19,42            | 15,64            | 10,51            | 4,82             | 0,95             |                  |
| Середній мінімум, °C                          | −6,23            | −4,28            | 0,03             | 4,27             | 9,00             | 12,07            | 16,26            | 15,68            | 11,88            | 6,76             | 1,06             | −2,8             |                  |
| Норма опадів, мм                              | 54               | 53               | 67               | 73               | 83               | 106              | 93               | 97               | 97               | 96               | 97               | 73               |                  |
| Середньомісячна швидкість вітру, м/с          | 1.60             | 1.80             | 2.20             | 2.10             | 1.97             | 1.80             | 1.70             | 1.60             | 1.51             | 1.60             | 1.70             | 1.68             |                  |
| Середньомісячна сонячна радіація, кДж/м²·день | 4158             | 6895             | 10444            | 14890            | 18989            | 20869            | 21904            | 18812            | 13995            | 8690             | 4589             | 3326             |                  |
| --------------------------------------------- | ---------------- | ---------------- | ---------------- | ---------------- | ---------------- | ---------------- | ---------------- | ---------------- | ---------------- | ---------------- | ---------------- | ---------------- | ---------------- |
| Джерело:                                      |                  |                  |                  |                  |                  |                  |                  |                  |                  |                  |                  |                  |                  |